# Ghat (marches)
Pour les articles homonymes, voir Ghat.

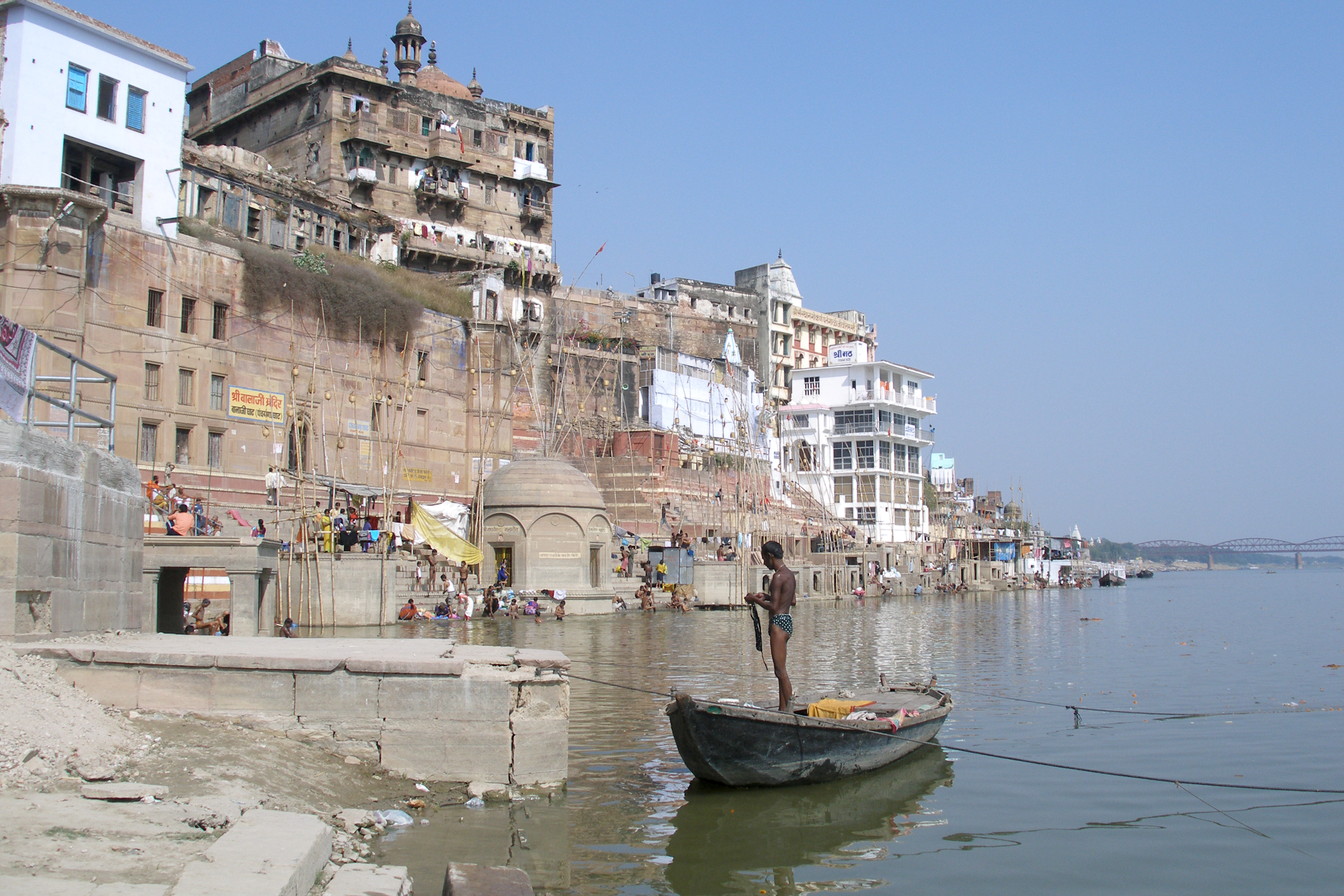
Ghats sur les rives du Gange à Bénarès.

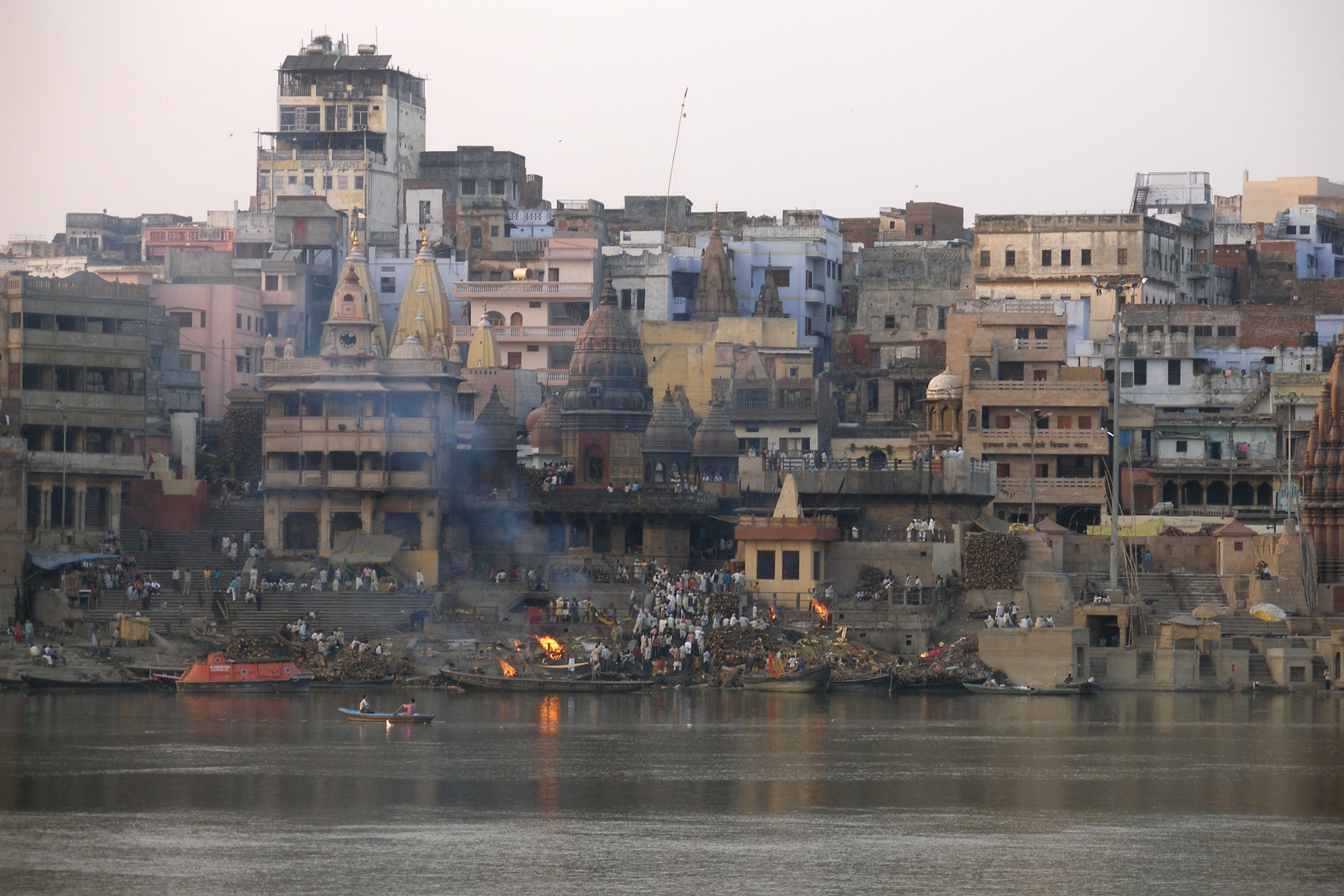
Shmashana (crémations) au Manikarnika Ghat de Varanasi.

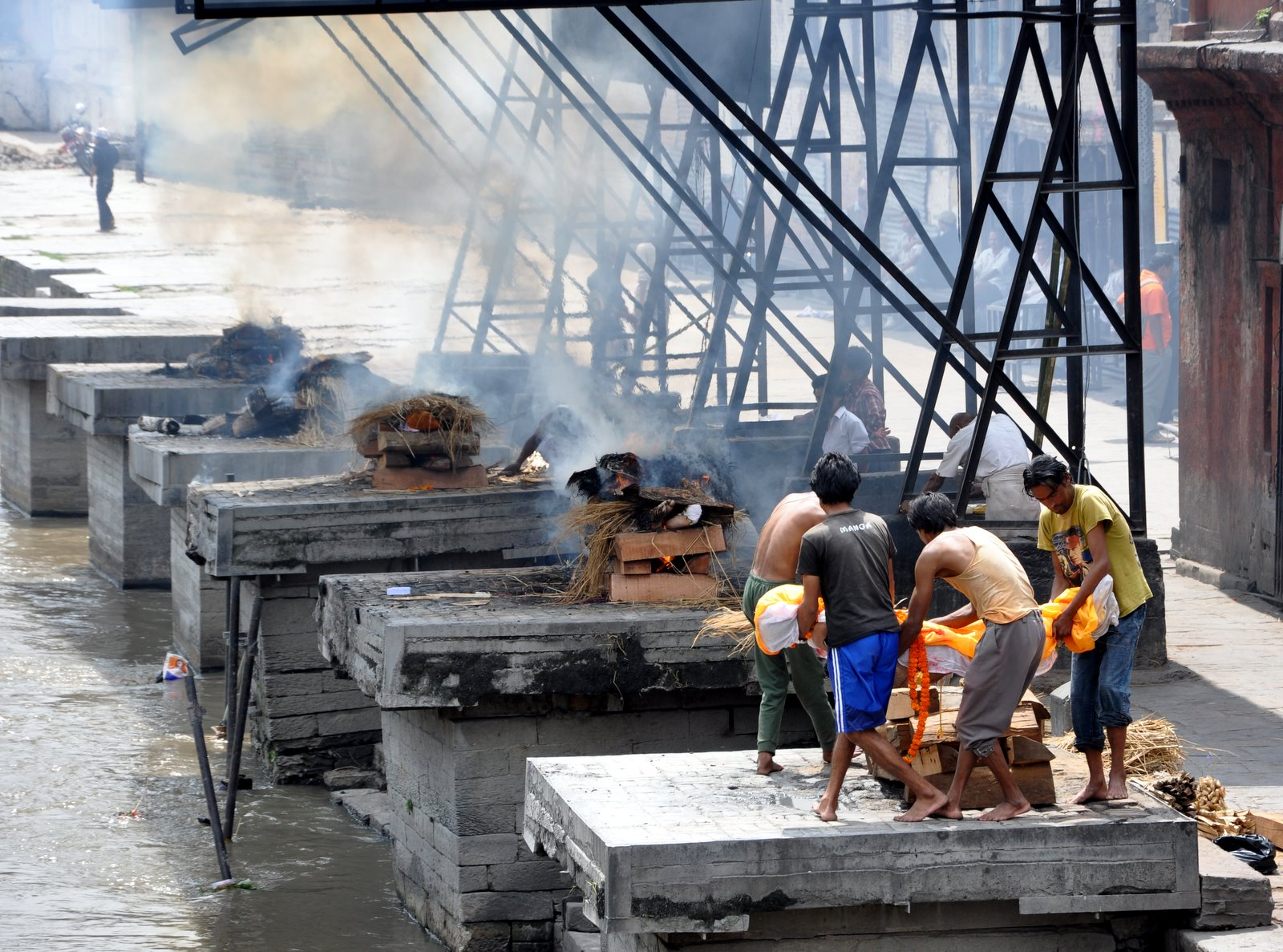
Crémations à Katmandou au Népal.

En Asie du Sud, un ghat (en sanskrit घाट (ghāṭa)) est un ensemble de marches ou de gradins qui recouvrent les rives des cours d'eau ou les berges des bassins (ou tanks). Ils permettent de descendre jusqu'à l'eau, le plus souvent un fleuve sacré, comme le Gange à Haridwar et Varanasi (Bénarès). C'est un lieu de baignade important pour les ablutions rituelles des hindous, ainsi qu'un lieu d'offrandes.
Le mot désigne aussi des chaînes de montagne qui longent la mer, comme, en Inde, les Ghats occidentaux et orientaux.

## Étymologie
Le mot « ghat » est expliqué par de nombreux étymons des langues dravidiennes comme le tamoul : kattu (flanc d'une montagne, barrage, crête, chaussée), le kannada gatta (flanc d'une montagne), ou le télougou : katta (barrage, remblai). 
Cette étymologie a été proposée par Thomas Burrow et approuvée par Manfred Mayrhofer et Asko Parpola.

## Crémation
Il existe aussi des ghats de shmashana (ghats de crémation) où les corps sont incinérés au bord de l'eau, ce qui permet aux cendres d'être emportées par la rivière.
Les ghats les plus connus sont[réf. souhaitée] le Nigambodh Ghat et le Raj Ghat, tous deux sur la rive de la Yamuna à Delhi, et le Manikarnika Ghat à Varanasi au bord du Gange. Le Mahatma Gandhi, et à sa suite de nombreux hommes politiques, ont été incinérés au Raj Ghat. 

## Galerie

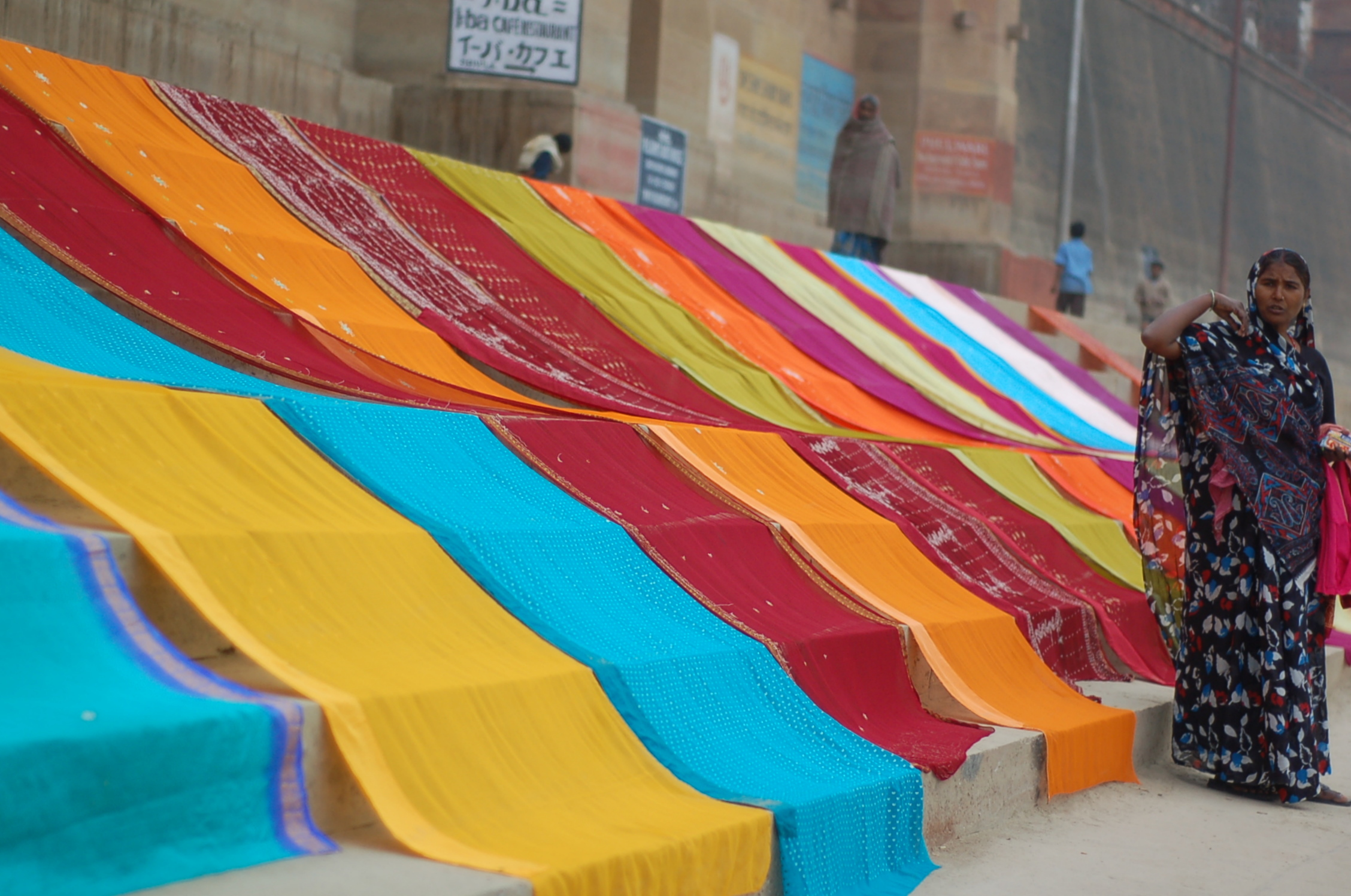
Lavandière au bord du Gange à Varanasi.
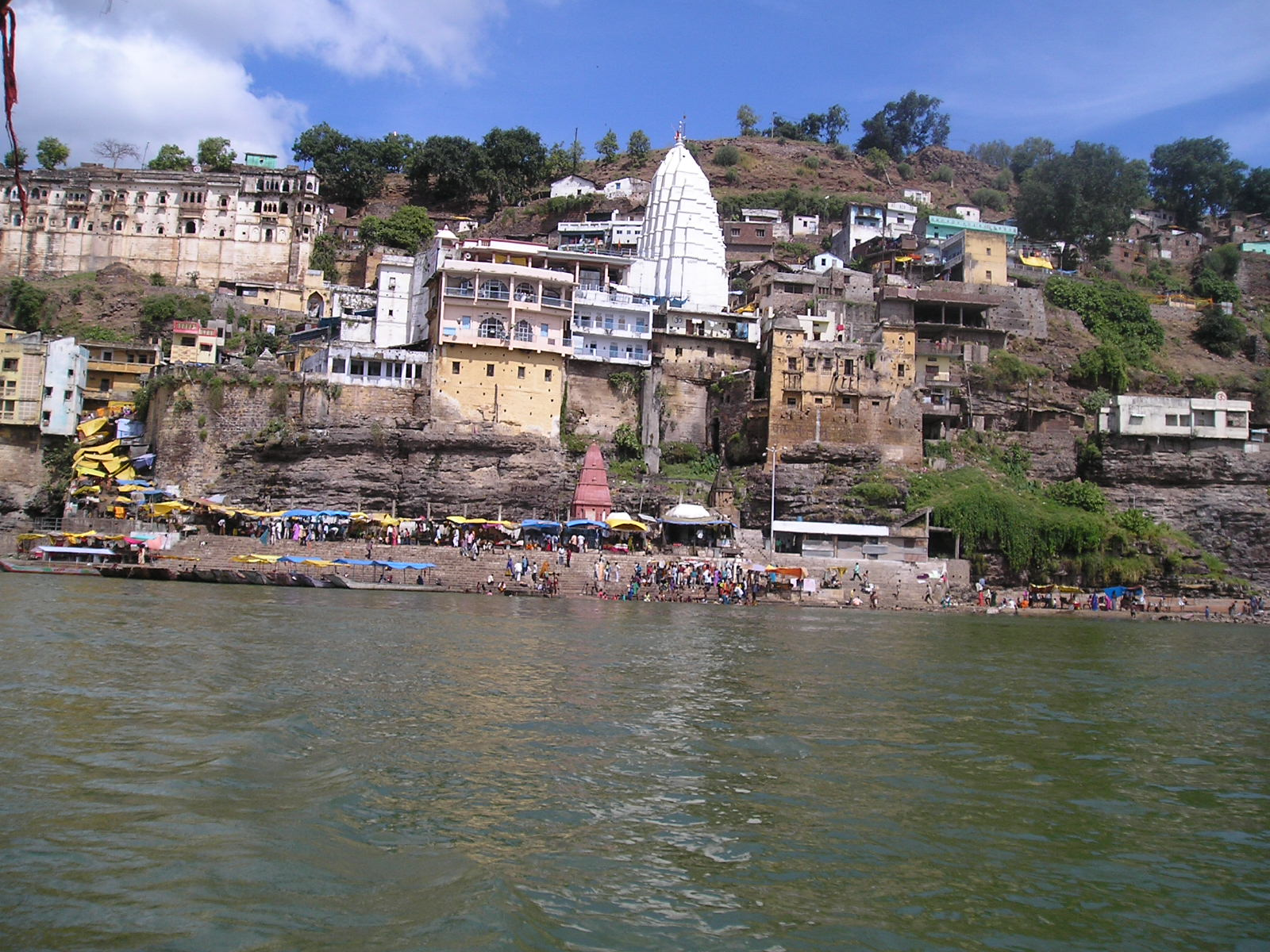
Le temple Omkareshwar, Madhya Pradesh.
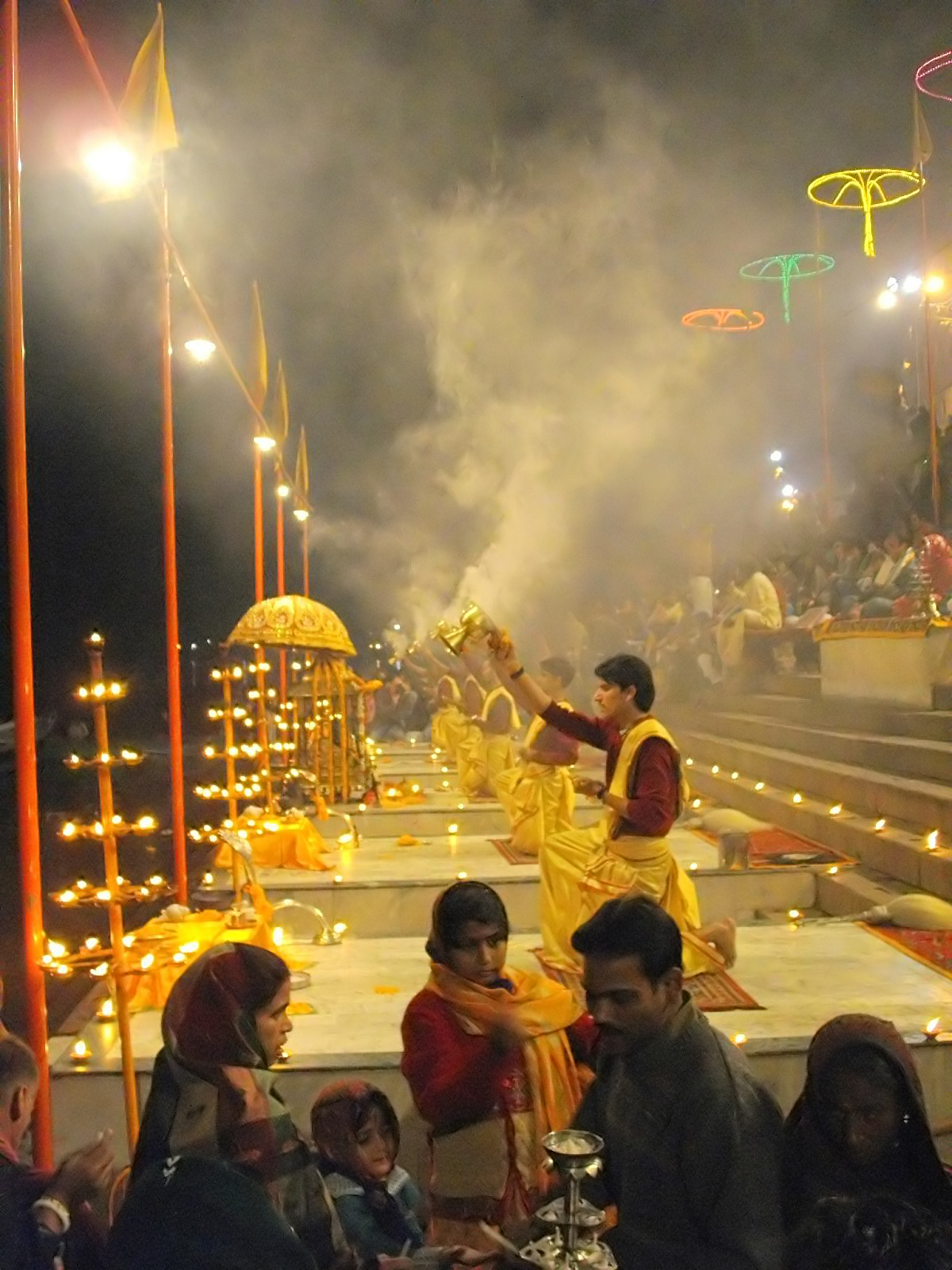
Arti à Varanasi.
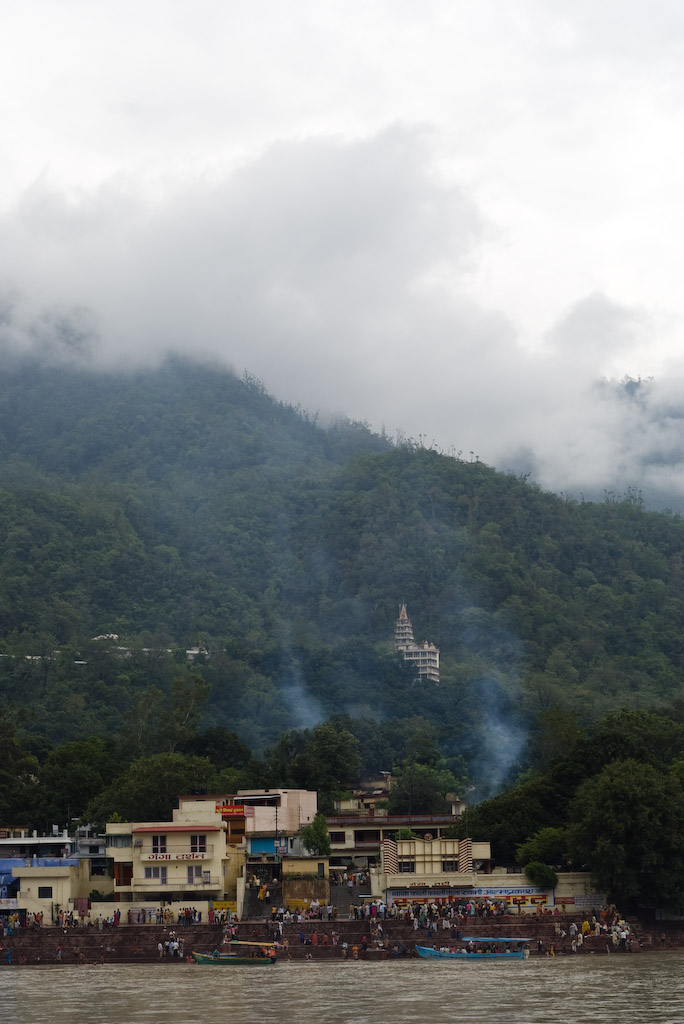
Ghats au bord du Gange, à Muni Ki Reti (Rishikesh).
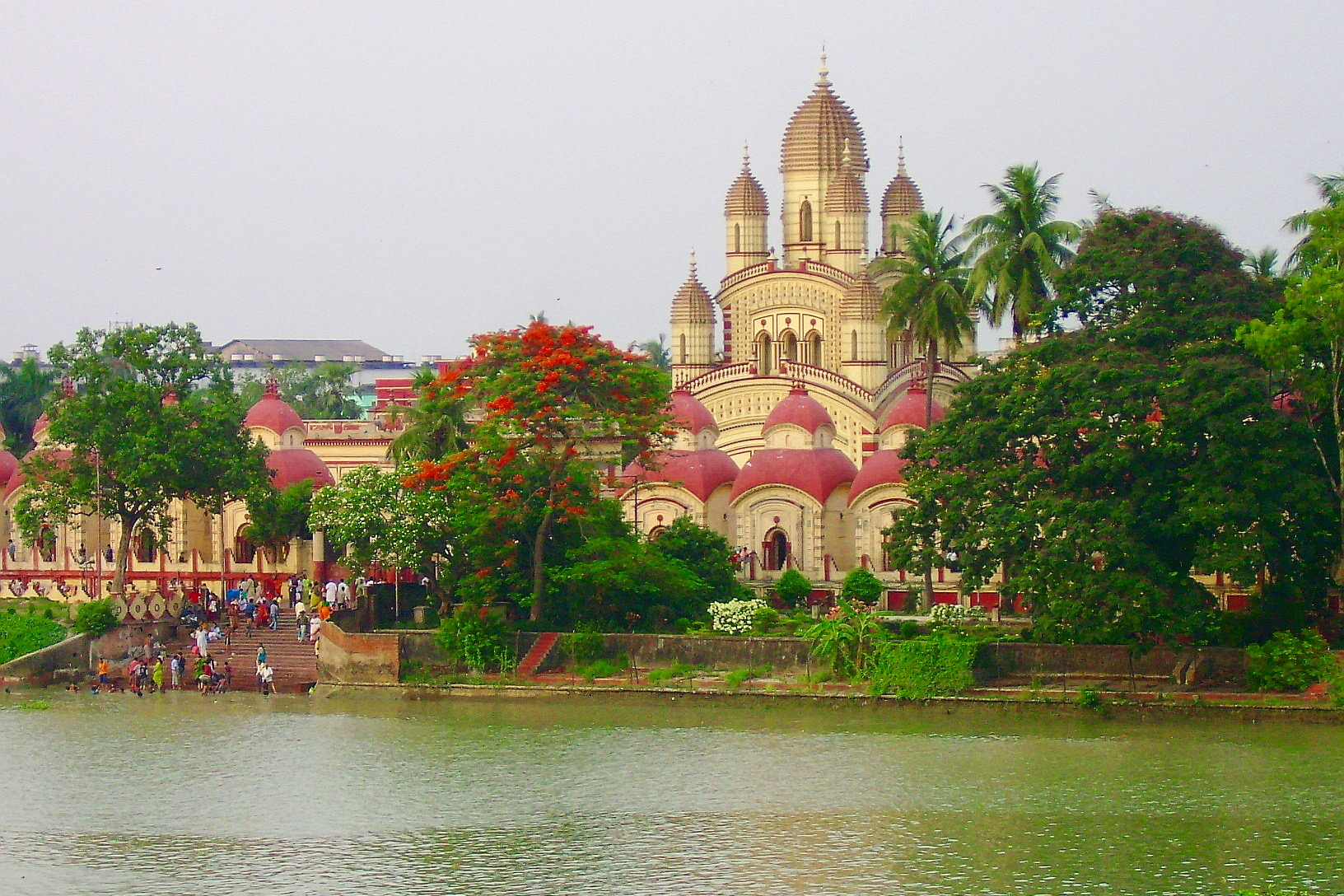
Le temple à Kali, à Dakshineswar (Bengale Occidental).
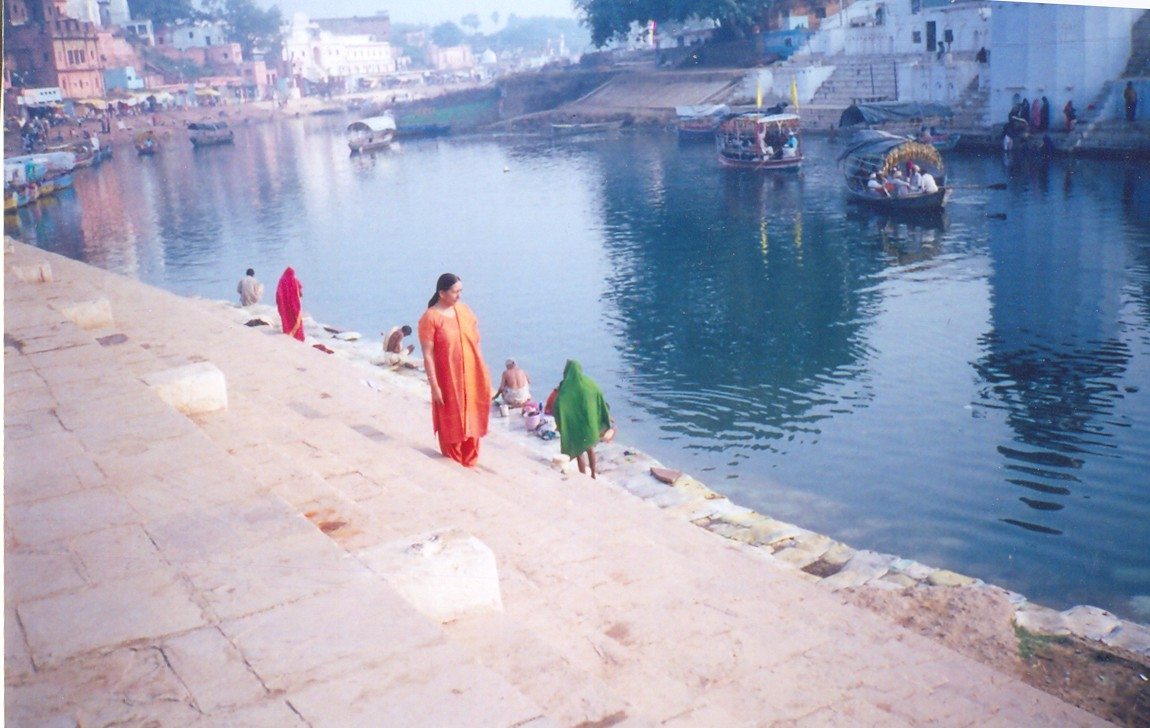
Ramghat à Chitrakuta (Madhya Pradesh).
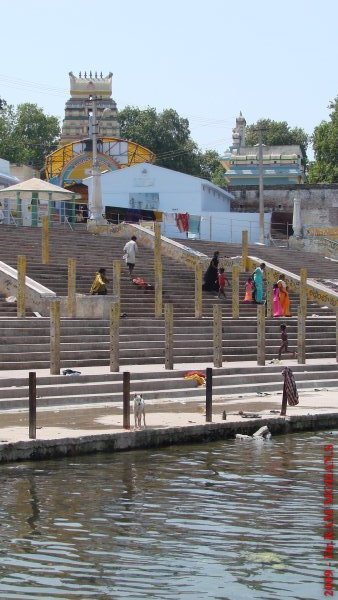
Baignade rituelle au temple Amareswara en l'honneur de Shiva à Amarkantak (Madhya Pradesh).
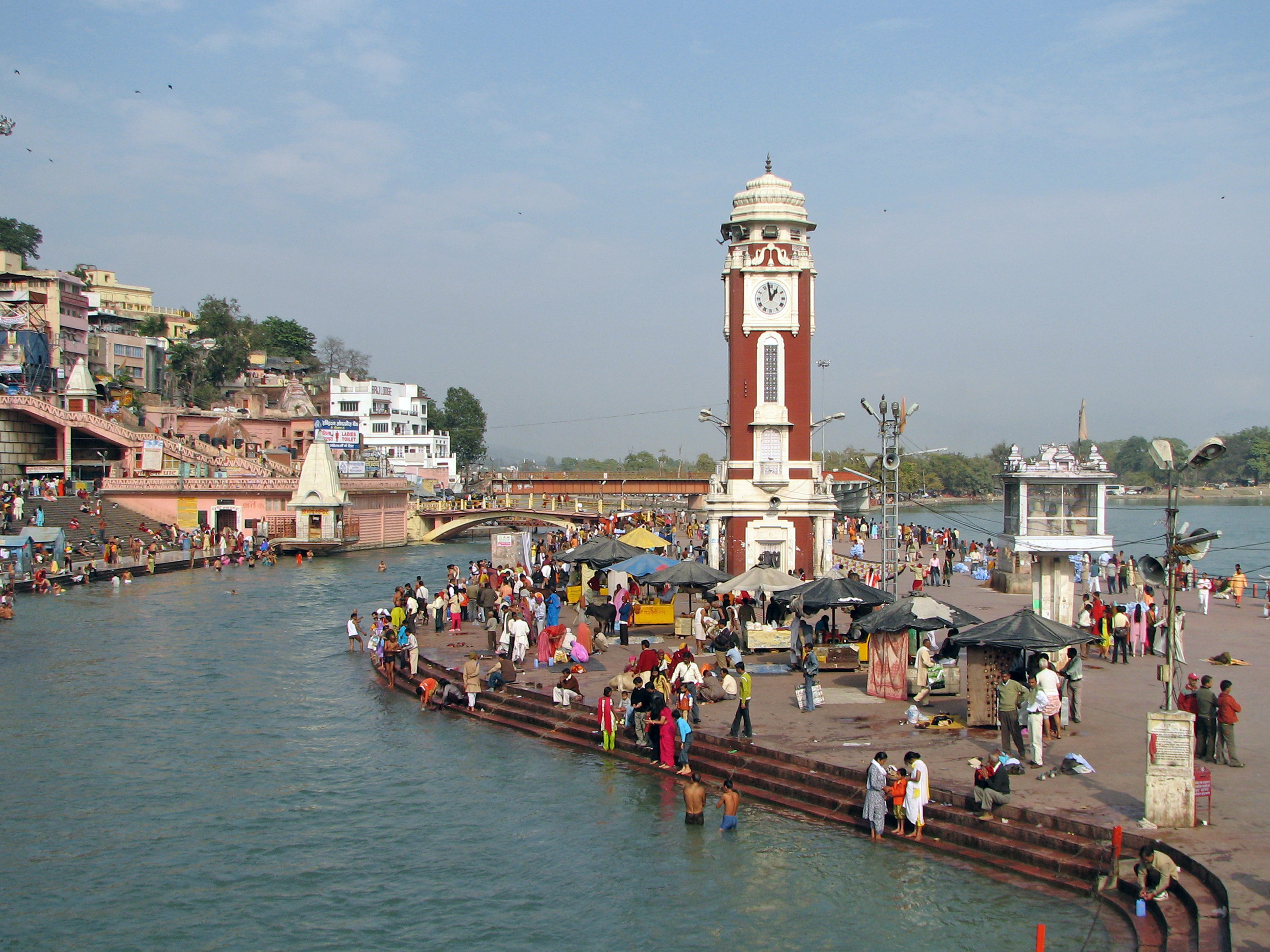
Le Ghat Har ki Pauri à Haridwar.
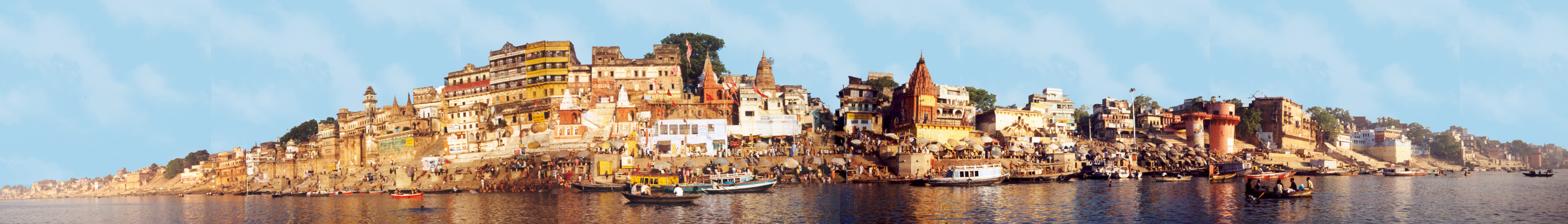
Les ghats de Varanasi vus du Gange.